# Список людей з біполярним афективним розладом
Багато відомих людей мали певну форму афективного розладу. Цей список людей супроводжується джерелами, що піддаються перевірці, які пов'язують їх з біполярним розладом, базується на власних публічних заявах; ця дискусія іноді пов'язана з ширшою темою творчості та психічних захворювань. Щодо людей, які вже померли, осіб, що мають спекулятивний або ретроспективний діагноз, то їх можна перераховувати лише в тому випадку, якщо це супроводжується джерелом, яке відображає основний, науковий погляд. До цього списку не можна додавати осіб, якщо їхній розлад не є регулярно і часто згадуваним у мейнстрімних, надійних джерелах.

## А
- Шерман Алексі[en], корінний американський поет, письменник і режисер[1]
- Лілі Аллен, англійська співачка[2][3]
- Луї Альтюссер, французький філософ-марксист[4]
- Майкл Ангелакос[en], американський музикант, фронтмен гурту Passion Pit[5]
- Дімітріус Андервуд[en], колишній гравець американського футболу[6]
- Адам Ант, англійський музикант і актор[7]

## Б
- Барні Бабблз[en], англійський графік, чия робота охоплювала галузі графічного дизайну та режисури музичного відео. Бабблз вчинив самогубство, коли йому було 41 рік[8]
- Тайлер Балтьєрра, зірка американського реаліті-телебачення[9]
- Марія Бамфорд[en], американська комедійна акторка, заявила в інтерв'ю The Salt Lake Tribune, що їй поставили діагноз біполярний розлад II[en][10]
- Марсель Барбо[en], канадський митець і художник[11]
- Марія Белло, продюсерка, акторка і письменниця[12][13]
- Макс Беміс[en], фронтмен гурту Say Anything[en], 2014 року розповів про свій діагноз в інтерв'ю журналу Alternative Magazine[14]
- Моріс Бенард[en], актор, обговорив свій діагноз на The Oprah Winfrey Show, і відтоді активно піднімає обізнаність суспільства щодо біполярного розладу[15]
- Бенґа[en] (Adegbenga Adejumo), британський дабстеп-діджей і продюсер[16]
- Бен Бенсон[en], англійський есеїст, поет, письменник і 28-й магістр Магдалінського коледжу (Кембридж)[en][17]
- Елбрідж Еєр Бербанк[en], митець і художник. Мав діагноз маніакальна депресія і впродовж життя лікувався в кількох різних закладах[18]
- Девон Бесс[en], американський футболіст[19]
- Джейсон Блер[en], американський журналіст, колишній співробітник Нью-Йорк таймс[20]
- Пол Бойд[en], класичний аніматор[21]
- Л. Брент Бозелл-молодший[en], американський консервативний активіст і письменник. Він публічно написав про свій досвід життя з біполярним розладом та відновлення після нього[22]
- Рассел Бренд, британський комік і актор[23]
- Рональд Браунштейн[en], американський диригент і співзасновник оркестру ME2/Orchestra для людей, які мають психічні захворювання[24][25]
- Кріс Браун, американський співак, автор пісень, репер, танцюрист і актор. Йому поставили діагноз біполярний розлад 2-го типу[26]
- Тіффані Лі Браун[en], американська письменниця, художниця і музикантка. У своїх творах розповідає про власний діагноз, біполярний розлад 1-го типу[27][28], зокрема в нойзовій композиції «Belly», яка з'явилася у збірці Women Take Back the Noise[29]
- Джеремі Бретт[en], англійський актор, відомий за роллю вигаданого детектива Шерлока Холмса в однойменному телесеріалі Гранади[en], якому поставили діагноз маніакальна депресія[30]
- Френк Бруно[en], британський боксер, був ушпиталений упродовж короткого періоду. Станом на  2005 рік приймав літій[31][32][33]
- Арт Бухвальд, гуморист і лауреат Пулітцерівської премії[34]

## В
- Емі Вайнгауз, британська співачка і авторка пісень[35]
- Аєлет Вальдман[en], ізраїльсько-американська письменниця та есеїстка, написала про свій біполярний розлад 2го типу[36]
- Девід Валліамс, актор, комік, письменник та організатор благодійних зборів коштів[37]
- Вінсент ван Гог, художник[38][39][40] (серед численних інших гіпотез)
- Жан-Клод Ван Дам, бельгійський актор і майстер бойових мистецтв[41]
- Таунс Ван Зандт[en], співак-автор пісень[42]
- Джозеф Васкес[en], американський незалежний кінорежисер[43]
- Джеймс Вейд, англійський професійний гравець у дартс[44]
- Скотт Вейленд, музикант гуртів Stone Temple Pilots, Velvet Revolver[45]
- Норман Векслер[en], сценарист[46]
- Піт Вентц, музикант гурту Fall Out Boy[47]
- Делонте Вест, американський баскетболіст[48]
- Каньє Вест, музикант, підприємець і модельєр[49]
- Френк Візнер[en], офіцер Управління стратегічних служб[50]
- Ерік Вікторіно[en], вокаліст гурту The Limousines, письменник[51]
- Браян Вілсон, музикант і член-засновник гурту The Beach Boys[52]
- Норберт Вінер, американський математик, філософ, засновник кібернетики[53][54]
- Байрон Вінсент[en], письменник, виконавець і телеведучий[55]
- Джонатан Вінтерс, американський комік, актор, письменник і художник[56]
- Марк Вітакер[en], керівник бізнесу, став героєм фільму «Інформатор»[57]
- Марк Воннегут[en], письменник[58]
- Том Г. Ворріор[en], співак і гітарист для хеві-метал гуртів Celtic Frost, Apollyon Sun і Triptykon[59]
- Рубі Воск[en], американська акторка, учасниця кампаній на підтримку психічного здоров'я, викладачка і письменниця[60]

## Г
- Джуліан Гакслі, британський еволюційний біолог, євгенік і інтернаціоналіст. В автобіографії його дружини, здається, йдеться про те, що у нього була форма біполярного розладу[61][62]
- Чарльз Гамільтон[en], американський артист звукозапису у стилі хіп-хоп[63]
- Лінда Гамільтон, американська акторка, зірка фільмів про Термінатора. Діагноз поставлений у віці 40 років[64]
- С'юзі Фейвор Гамільтон[en], колишній американський бігун на середній дистанції[65]
- Джефф Гаммербахер[en], науковець з даних, головний науковий співробітник компанії Cloudera[66]
- Девід Гарбор, американський актор[67]
- Дуг Гарві, канадський професійний хокеїст[68]
- Ентоні Гарді[en], англійський серійний вбивця[69]
- Алан Гарнер, новеліст, писав про те, що у нього біполярний розлад у збірці критичних та автобіографічних нарисів[70][71]
- Бет Гарт, американська співачка і авторка пісень[72]
- Тедді Гарт[en], канадський професійний борець[73]
- Марієтт Гартлі, американська акторка, публічно розповіла про свій біполярний розлад, засновниця Американського фонду запобігання самогубствам[en][74][75]
- Пол Гаскойн, англійський футболіст, писав про лікування біполярного розладу у своїй другій книзі[76]
- Мег Гатчінсон[en], американська фольк-співачка[77]
- Джонатан Гей[en], гравець в австралійський футбол[78]
- Чарльз Гейлі[en], гравець в американський футбол, лайнбекер[en][79]
- Американський журналіст Ернест Хемінгуей, який отримав Пулітцерівську премію (1953) і Нобелівську премію з літератури (1954) за роман «Старий і море», в останні роки життя йому поставили діагноз «біполярний розлад і безсоння». 1961 року здійснив самогубство.[80][81][82]
- Дрю Генлі[en], британський актор. У своїй автобіографії «Білий вантаж» він розповідав про свій розлад[83]
- Іза Генцкен[en], сучасна німецька художниця[84]
- Крістін Герш[en], співачка рок-гурту Throwing Muses, розповіла про свій біполярний розлад[85]
- Дерек Гесс[en], дизайнер і художник[86]
- Мел Гібсон, актор і режисер[87]
- Шейн Гміль[en], гонщик NASCAR[88]
- Філіп Грем[en], видавець і бізнесмен[89][90]
- Ґрем Ґрін, англійський письменник[91][92][93]
- Ян Грей, автор і музикант[27]
- Голзі, американська інді-поп-співачка[94]
- Террі Голл, вокаліст гурту The Specials[95][96]
- Еббі Гоффман[en], політичний активіст, анархіст[97]
- Марія Горнбахер[en], письменниця[98]
- Мет'ю Ґуд[en], канадський музикант. Першим розкрив факти свою хворобу в особистому блозі[99]
- Кет Гульберт[en], американський гравець в карти[100]
- Гленн Гульд, канадський піаніст[101]
- Байрон Г'юстон, баскетболіст[102]

## Д
- Пол Даліо[en], американський письменник, режисер і композитор. Його режисерський дебют відбувся у фільмі У вогні[en] (2016), який змальовує його власний досвід біполярного розладу[103]
- Вважають, що у багатої спадкоємиці Еліс де Джанзе[en] була циклотимія[104]
- Рей Дейвіс[en], англійський композитор. Девісу поставили діагноз біполярний розлад і він спробував самогубства[105]
- Джессі Джексон[en], колишній член Палати представників США, заявив, що йому поставили діагноз біполярний розлад 2-го типу[106]
- Кей Редфілд Джеймісон, американська клінічний психолог, професор психіатрії і письменниця, яка багато писала про свій особистий досвід життя з біполярним розладом, зокрема, у книзі «Unquiet Mind»[107]
- Ендрю Джонс[en], австралійський гравець регбі. Публічно оголосив про свій стан після виходу на пенсію[108]
- Даніель Джонстон[en], музикант, співак, автор пісень і художник[109]
- Лючії Джойс, дочка письменника Джеймса Джойса, діагностована циклотимія[110]
- Сара Джойс[en], британська співачка-авторка пісень[111]
- Лі Джун[en], південнокорейський співак і актор[112]
- Адам Дікон[en], англійський кіноактор, репер, письменник і режисер. 2016 року Дікон обговорив свій діагноз в інтерв'ю зі Стівеном Фраєм[113]
- Свадеш Діпак[en], індійський драматург, новеліст і письменник.
- Disco D, продюсер звукозапису і композитор[114]
- DMX, американський репер і актор[115]
- Гаетано Доніцетті, італійський композитор. Мав прояви симптомів сифілісу та, ймовірно, біполярного розладу[116]
- Майк Доті[en], співак альтернативного рок-гурту Soul Coughing[117][27]
- Річард Дрейфус, актор, знявся у документальному фільмі Бі-Бі-Сі, щоб розповісти про свій досвід розладу[118]
- Патті Дьюк, американська акторка, письменниця та консультантка з психічного здоров'я[119]

## Е
- Елвін Ейлі, американський хореограф, якому поставили діагноз біполярний розлад (тоді він називався маніакальною депресією)[120]
- Огест Еймс, канадська порноакторка польського походження[121]

## З
- Бруно Зендер[en], швейцарський фотограф[122]
- Кетрін Зета-Джонс, валлійська акторка, має біполярний розлад 2-го типу[123]

## І
- Томас Іглтон, сенатор США з Міссурі. 1983 року йому приватно поставили діагноз біполярний розлад 2-го типу, одинадцять років по тому, як він подав у відставку після поразки президентської кампанії останнього в 1972 році через те, що було розкрито, що в 1960-х його лікували електроконвульсивною терапією[124][125]

## К
- Рене Робер Кавельє де ла Саль, французький дослідник, який досліджував регіон Великих озер. За ідеєю Кавельє, всю територію навколо Міссісіпі необхідно було закріпити за Францією[126].
- Дік Каветт, комік і тележурналіст[127]
- Крізз Каліко[en], американський музикант у стилі хіп-хопу[128]
- Ентоні Камерлінг[en], голландський актор[129]
- Роберт Кампо[en], канадський фінансист і забудовник[130]
- Космо Камполі[en], американський скульптор і викладач[131]
- Георг Кантор, німецький математик. Причиною депресій, що переслідували Кантора від 1884 року до кінця його життя, вважали вороже ставлення багатьох його сучасників,[132] хоча дехто пояснював ці епізоди як можливі прояви біполярного розладу[133]
- Кріс Каньйон[en] американський професійний борець[134]
- Квінсі Картер[en], квотербек.
- Кейша Касл-Г'юз, новозеландська акторка, номінантка на премію Оскар[135]
- Керрі Катона, англійська телеведуча, письменниця, журналістка, колишня поп-співачка жіночого гурту Atomic Kitten[136]
- Еойн Кемерон[en], колишній член Палати представників Австралії та радіоведучий в місті Перт (Західна Австралія)[137][138]
- Патрік Дж. Кеннеді[en], колишній член Палати представників США, розповів про свої проблеми з психічним здоров'ям, зокрема про діагноз біполярний розлад[139]
- Джон Кертін, 14-й прем'єр-міністр Австралії (1941—1945)[140]
- Мерая Кері, американська співачка та акторка. 2001 року їй поставили діагноз біполярний розлад 2-го типу[141]
- Марго Кіддер, американська акторка[142][143]
- Кас'я Кіс[en], бразильська акторка[144]
- Моріо Кіта, японський психіатр, новеліст та есеїст[145]
- Отто Клемперер, американський диригент і композитор, що народився в Німеччині. Йому поставили діагноз циклотимія[146]
- Розмарі Клуні, американська співачка і акторка[147]
- Джон Конрадс, австралійський плавець вільним стилем[148]
- Ніл Коул[en], колишній політик лейбористської партії Австралії. «Доцент Коул був першим політиком в Австралії або закордоном, який визнав, що має психічне захворювання, а саме біполярний розлад настрою»[149]
- Семюел Тейлор Колрідж, англійський поет-романтик.
- Мері Еллен Копленд[en], доктор філософії, письменниця, викладачка і консультантка з психічного здоров'я[150]
- Френсіс Форд Коппола, американський кінорежисер, продюсер і сценарист. Психіатр поставив йому діагноз біполярний розлад[151]
- Патрісія Корнвелл, американська письменниця.[152][153]
- Роберт С. Коррінгтон[en], американський філософ і професор філософської теології[en]. Його книга « Верхи на коні вітру: маніакально-депресивний розлад і пошуки цілісності»[154] це особиста розповідь про власний досвід цього стану.
- Майкл Коста[en], колишній австралійський політик лейбористської партії і скарбник Нового Південного Вельсу. «Пан Коста заявив, що кілька колег з парламенту розповіли йому про власні проблеми з психічним здоров'ям після того, як він відкрито заявив про свою боротьбу з біполярним розладом у 2001 році.»[155]
- Шон Костелло[en], американський блюзовий музикант[156]
- Вінсент Крейн[en], клавішник гурту Atomic Rooster[157]
- Микола Курбатов, російський редактор, поет, публіцист[158]

## Л
- Ада Лавлейс, британська математик, часто вважається першим комп'ютерним програмістом[159][160]
- Мері Ламберт[en], американська акторка, співачка і письменниця, розповіла, що у неї розлад в інтерв'ю на shewired.com[161] і у своїй пісні «Secrets[en]» 2014 року.
- Дебра Лафав[en], шкільна вчителька[162]
- Ендрю Ланге[en], астрофізик і професор фізики під керівництвом Гольдбергера у Каліфорнійському технологічному інституті в Пасадені (Каліфорнія), був удостоєний премії Бальцана і Дена Девіда[en]. 2010 року внаслідок розладів настрою скоїв самогубство у готелі.[163]
- Девід ЛаЧапель[en], американський комерційний фотограф, художній фотограф, режисер музичних відео, художник[164]
- Вів'єн Лі, британська акторка, виконавиця ролі Скарлетт О'Гари у фільмі Девіда О. Сельзника «Віднесені вітром»[165]
- Ей Джей Лі, американський професійний борець і письменник[166]
- Юн Га Лі[en], корейсько-американський письменник-фантаст[167]
- Білл Ліхтенштейн[en], журналіст друкованих видань, радіо- і тележурналіст та режисер документального кіно, згідно профілю у журналі Time за 10 жовтня 1994 року[168]
- Томас Ліготті, американський письменних у жанрі горрор[169]
- Артур Ліпсетт[en], кінорежисер[170]
- Демі Ловато, американська акторка, співачка, музикантка, авторка пісень, композиторка і телеперсона. Розповіла про свою хворобу в інтерв'ю для журналу People у квітні 2011 року[171][172]
- Ріс Лоу[en], переможниця конкурсу краси Міс Сінгапур Світ[en] 2009 року[173]
- Бернард Луазо[en], французький шеф-кухар. Був шеф-кухарем і власником 3-зіркового ресторану La Côte d'Or, Loiseau згідно ресторанного рейтингу Michelin. Вчинив самогубство 24 лютого 2003 року[174][175]
- Еллен Джойс Лу[en], гонконзька співачка і авторка пісень[176]
- Дженніфер Льюїс[en], американська акторка, розповіла про свій діагноз на телешоу Опра у вересні 2007 року[177]

## М
- Густав Малер, композитор[178]
- Тіна Малоун[en], британська телевізійна акторка, письменниця, режисер і продюсер (Brookside, Shameless[en]). Поставлено діагноз обсесивно-компульсивний розлад та біполярний розлад 1998 року[179][180]
- Карен Маккарті[en], колишній член Палати представників США, 2009 року діагностовано біполярний розлад[181]
- Артур Макінтайр[en], австралійський художник[182]
- Крісті МакНікол[en], акторка[183]
- Джессіка Маре, південноафрикансько-австралійська акторка. Заявила, що у неї були біполярні епізоди з 12 років, припустивши, що ці епізоди були спричинені смертю батька від серцевого нападу[184][185]
- Емілі Мартін[en], синолог, антрополог, феміністка, професор Нью-Йоркського університету; опиралась на власний досвід біполярного розладу під час написання книги Біполярні експедиції: манія та депресія в американській культурі[186]
- Чарльз Маунт[en], американський художник[187]
- Ренді Мейснер[en], американський музикант[188]
- Г. В. Меєровіц[en], художник, педагог і британський колоніальний адміністратор в Африці, у нього була циклотимія[189]
- Елізабет Менлі[en], колишня канадська фігуристка[190]
- Джонні Мензіль[en], американський футболіст. В інтерв'ю 2018 року Манзіель розповів про свої особисті проблеми і заявив, що йому поставили діагноз біполярний розлад[191]
- Берджесс Мередіт, актор, у якого була циклотимія[192]
- Дімітрі Мігалас, астрофізик[193]
- Ліз Міллер[en], британська жінка-хірург, агітаторка і письменниця[194]
- Кейт Міллетт, художниця, активістка і феміністська письменниця[195]
- Ерік Міллеґан, актор[196]
- Спайк Мілліґан[en], комік[197]
- Мелоді Моецці[en], активістка, юристка, авторка книги Галдол і гіацинти: Біполярне життя[198]
- Шинін Моллой[en], північноірландський блогер[199]
- Бен Муді, гітарист, музикант, раніше грав із гуртом Evanescence[200]
- Джонатан Моррелл[en] англійський продюсер радіо і телебачення. Йому поставили діагноз циклотимія[201]
- Елісон Мойєт[en], англійська співачка у стилі new wave і колишня учасникця гурту Yazoo[en][202]
- Петр Мук[en], чеський співак[203]
- Джон А. Мулгерен[en], американський фінансист, біржовий маклер і благодійник[204]
- Едвард Мунк, норвезький художник[205]
- Роберт Мюнш[en], письменник[206]
- Данський художник Вальдемар Шонгейдер Мюллер[en], відомий своїми зображеннями сонячного світла. У нього були біполярні епізоди. 1901 року його поклали у психіатричну лікарню в Орхусі і він залишався там до своєї смерті 1905 року[207]
- Крейг Мюррей[en], колишній посол Великої Британії в Узбекистані та політичний активіст[208]

## Н
- Кім Новак, американська акторка[209]

## О
- Білл Одді[en], натураліст, комік і телеведучий[210]
- Долорес О'Ріордан, ірландська співачка та авторка пісень, лідерка рок-гурту The Cranberries[211]
- Емілі Отем, американська співачка і скрипаль, яка широко висвітлює психічні розлади у своїй творчості[212]
- Філ Охс[en], музикант[213]
- Крейг Оуенс[en], співак американських гуртів Chiodos, і Destroy Rebuild Until God Shows[214]

## П
- Ота Павел[en], чеський письменник, журналіст і спортивний репортер[215]
- Нікола Паджетт[en], акторка. Написала про свій біполярний розлад в автобіографії Діаманти за моїми очима.[216]
- Кріс Палко[en], більш відомий за своїм сценічним псевдонімом Кейдж, йому поставили діагноз біполярний розлад під час перебування в психіатричній лікарні Stony Lodge Hospital[217]
- Джако Пасторіус, джазовий музикант. Джако поставили діагноз клінічний біполярний стан восени 1982 року. Обставини, які привели до цього, вважалися «неконтрольованими і безрозсудними» випадками[218]
- Стівен Пейдж[en], колишній співак рок-гурту Barenaked Ladies[219]
- Лінн Перрі[en], англійська акторка (Вулиця коронації, Замок Куені[en], Кес[en]), співачка, комедіантка, ведуча і письменниця. В інтерв'ю газеті Дейлі міррор 2000 року розповіла про свою маніакальну депресію, а також про втрату пам'яті і те, як провела 10 тижнів у психіатричній лікарні[220]
- Джиммі Пірселл[en], американський бейсболіст[221]
- Вільям Пітт, перший граф Чатем, британський державний діяч[222]
- Едгар Аллан По, поет і письменник, міг мати біполярний розлад[223][224][225]
- Джейн Полі[en], телеведуча та журналістка. Колишня ведуча телепрограм Today[en] та Dateline, описує діагноз біполярного розладу у своїй автобіографії Скайрайтинг: життя поза блакитним 2004 року, а також у власному ток-шоу[226][227]
- Джексон Поллок, американський художник[205]
- Ґейл Портер[en], британський телеведучий[228]
- Ембер Портвуд[en], американська реаліті-шоу знаменитість[229]
- Еміль Пост, американський математик і логік. Він найбільш відомий своєю роботою в галузі, яка з часом стала називатися теорією обчислюваності. Пост мав біполярний розлад і пережив свій перший приступ 1921 року, до кінця життя йому потрібно було періодично лягати в лікарню та отримувати лікування електрошоком, як стандартне лікування у той час[230][231]
- Дженезіс Потіні[en], новозеландський шахіст. У Потіні був біполярний розлад і він регулярно лягав у лікарню[232]
- Одін Поуп, американський джазовий музикант[233]
- Гайнц Прехтер[en], підприємець, філантроп, засновник компанії American Sunroof (ASC); після його самогубства, його сім'я заснувала Фонд досліджень біполярного розладу імені Хайнца К. Прехтера в Мічиганському університеті в його пам'ять[234]
- Чарлі Прайд[en], артист, співак у стилі кантрі[235]
- Бенуа Пульворд, бельгійський комік і актор[236]

## Р
- Габріеле Рабель[en], ботанік, фізик[237]
- Мауро Раналло[en], канадський спортивний диктор та коментатор[238]
- Джон Раскін, англійський письменник, теоретик мистецтва, літературний критик і поет, який значно вплинув на розвиток мистецтвознавства та естетики другої половини XIX — початку XX століття, видатний соціальний мислитель і меценат[239]
- Лу Рід, музикант[240]
- Лінн Н.Ріверз[en], американська політик, член Палати представників США, представляла 13-й конгресовий район Мічигану[en] з 1995 по 2003 рік, перший член Конгресу США, яка відкрито заявила про свій біполярний розлад[124]
- Рене Рівкін, підприємець[241]
- Джейсон Річчі[en], американський співак, грає на гармоніці[242]
- Баррет Роббінс[en], колишній NFL Pro Bowler[243]
- Свенд Робінсон[en], канадський політик, йому поставили діагноз циклотимія[244]
- Рене Руссо, американська акторка, продюсер і модель[245]

## С
- Стюарт Сазерленд[en], британський психолог і письменник[246]
- Метью Світ[en], американський співак-автор пісень[247][248]
- Френсіс Форд Сеймур[en], мати Джейн і Пітер Фонда[249]
- Енн Секстон, американська поетеса, лауреатка Пулітцерівської премії у галузі поезії 1967 року за книгу «Живи чи вмирай[en]», їй поставили діагноз біполярний розлад після багатьох спроб самогубства[250]
- Томмі Лінн Селлз[en], американський серійний убивця[251]
- Гарі Лі Семпсон[en], американський вбивця[252]
- Ніна Сімон, американська співачка[253]
- Наомі Сімс[en], американська модель, бізнесвумен і письменниця, широко відома як перша афроамериканська супермодель[254]
- Френк Сінатра, американський співак і актор. «Будучи маніакально-депресивним на 18 каратів і проживаючи життя у жорстоких емоційних протиріччях, я маю надмірну здатність до печалі, а також піднесення»[255]
- Йо Йо Хані Сінґх[en], індійський репер, музичний продюсер, співак і кіноактор[256]
- Реджі Сірс[en], американський артист звукозапису, музикант, співак, автор пісень, композитор, продюсер[257]
- Франческо Скавулло[en], художник, фешн-фотограф. 1981 року, після чотирьох нервових зривів, Скавулло поставили діагноз маніакально-депресивний розлад[258]
- Емі Скай[en], канадська авторка пісень[259]
- Тоні Слаттері[en], актор і комік. «Я орендував величезний склад біля річки Темзи. Я просто залишився там сам, не відкривав пошту або не відповідав на дзвінки місяцями, місяцями і місяцями. Я був просто в басейні розпачу і манії»[118]
- Майкл Слейтер[en], австралійський гравець у крикет, змушений покинути спорт через пов'язані з розладом симптоми[260][261]
- Вважається, що англійський поет Крістофер Смарт[en] мав циклотимію або маніакальну депресію[262]
- Тім Сміт[en], гравець регбіліг, чия кар'єра в НРЛ разом з Парраматта Еелс[en] закінчилася через його біполярний стан і тиск з боку ЗМІ[263]
- Гаррі Сміт[en], американський олімпієць[264]
- Чан Гин Сок, південнокорейський актор[265]
- Шарлін Сорайя[en], британська співачка-композиторка, музикантка, має циклотимію[266]
- Брітні Спірс, американська співачка, авторка пісень і танцівниця[267]
- Алонзо Спелман[en], американський футболіст[268]
- Дасті Спрингфілд, британська поп-співачка[269][270]
- Полі Стайрін (справжнє ім'я Маріон Елліот-Саїд), співачка[271]
- Скотт Стапп[en], фронтмен гурту Creed[272]
- Броді Стівенс, американський комік[273]
- Пітер Стіл, фронтмен гурту Type O Negative[274][275]
- Девід Стрікленд[en], актор, відомий за роллю у фільмі Раптом Сьюзен[en][276][277]
- Данський поет Майкл Струнге[en] скоїв самогубство, стрибнувши з будівлі під час манії[278]
- Гілберт Стюарт, американський художник[279]

## Т
- Девін Таунсенд, музикант гуртів Strapping Young Lad та Девін Таунсенд Бенд. Він перестав приймати ліки, щоб писати тексти для альбому Alien[en][280]
- Маккензі Тейлор[en], британський комік[281]
- Майкл Телборн[en], австралійський психолог і парапсихолог[282]
- Еббот Гендерсон Теєр, американський митець і художник[283][284]
- Тед Тернер, американський медіа-бізнесмен. Засновник CNN[285]
- Джин Тірні, американська акторка, номінант премії Оскар як «найкраща акторка» (1945)[286]
- Дебі Томас[en], олімпійський призер, колишній фігурист і лікар[287]
- Стівен Томас[en], американський підприємець[288][289]
- Рон Томпсон[en], американський політик, колишній член Палати делегатів Західної Вірджинії[en]; має біполярний розлад 2-го типу[en][290]
- Нік Трейна[en], американський співак, син американської письменниці бестселерів Даніели Стіл[291]
- Тімоті Тредвелл[en], американський еколог і ентузіаст-захисник ведмедів, 2005 року знявся у документальному фільмі Вернера Герцога під назвою Людина ґрізлі[en][292][293]
- Ларс фон Трієр, кінорежисер, критики вважали, що у нього біполярний розлад 1-го типу, хоча він ніколи не визнавав цього публічно[294][295]
- Маргарет Трюдо[en], канадська знаменитість і колишня дружина прем'єр-міністра Канади П'єра Еліота Трюдо. На даний час вона подорожує Канадою та іншими країнами, виступаючи проти стигматизації психічних захворювань[296]
- Майкл Тунн[en], австралійський радіо-диктор і телеведучий[297]

## Ф
- Девід Феерті[en], колишній професійний гравець у гольф[en] на European Tour та PGA Tour[298]
- Керрі Фішер, американська акторка і письменниця. Зірка фільмів «Зоряні війни» в ролі принцеси Леї[118][299]
- Зельда Фіцджеральд, американська «світська левиця» і новелістка, якій ставили діагноз шизофренія, але тепер вважають ймовірнішим біполярний розлад[300]
- Гелен Фланаган[en], англійська модель, акторка[301]
- Том Флетчер, англійський співак, автор пісень, піаніст і гітарист гурту McFly, обговорив свій біполярний розлад у книзі «Несказані речі… Наша історія»[302][303]
- Ларрі Флінт, видавець і президент розважальної імперії Larry Flynt Publications (LFP)[304]
- Еллен Форні[en], художниця-графік, карикатуристка і авторка книги коміксів Марблс: божевілля, депресія, Мікеланджело і я[305]
- Конні Френсіс, співачка[306]
- Дженніфер Фрей[en], журналістка[307]
- Стівен Фрай, актор, комік і письменник. Він був центром документального фільму, який одержав нагороду Еммі Стівен Фрай: Таємне життя маніакальної депресії[en], де він ділиться своїм досвідом життя з діагнозом циклотимічний розлад та бере інтерв'ю у низки знаменитостей, яким також поставили діагнози пов'язані з біполярним розладом[118]
- Ешлі Ніколетт Френджипані, американська співачка і авторка пісень[308]
- Сіа Фурлер, австралійська співачка, авторка пісень і продюсер[309]

## Ч
- Ісон Чен[en], гонконзька співачка популярної музики[310]
- Ченґйо[en], південнокорейський співак, актор і танцюрист[311]
- Акіо Тіба[en], японський манґака, покінчив життя самогубством через проблеми, пов'язані з біполярним розладом[312][313]

## Ш
- Пол Шаріц[en], художник[278]
- Австрійський композитор Франц Шуберт, як вважають, мав циклотимію[314]
- Роберт Шуман, німецький композитор[315][316][317]

## Ю
- Гельмі Ювонен[en], американський митець і художник, був ушпиталений з діагнозом маніакальна депресія[318]

## Я
- Лі Томпсон Янг[en], актор[319]
- Берт Янсі[en], американський професійний гравець у гольф[en][320]
- Джилл Янус, американська співачка у стилі хеві-метал[321]
- Адам Ясінські[en], переможець американського телешоу Big Brother 9[en][322]